# Mega Web

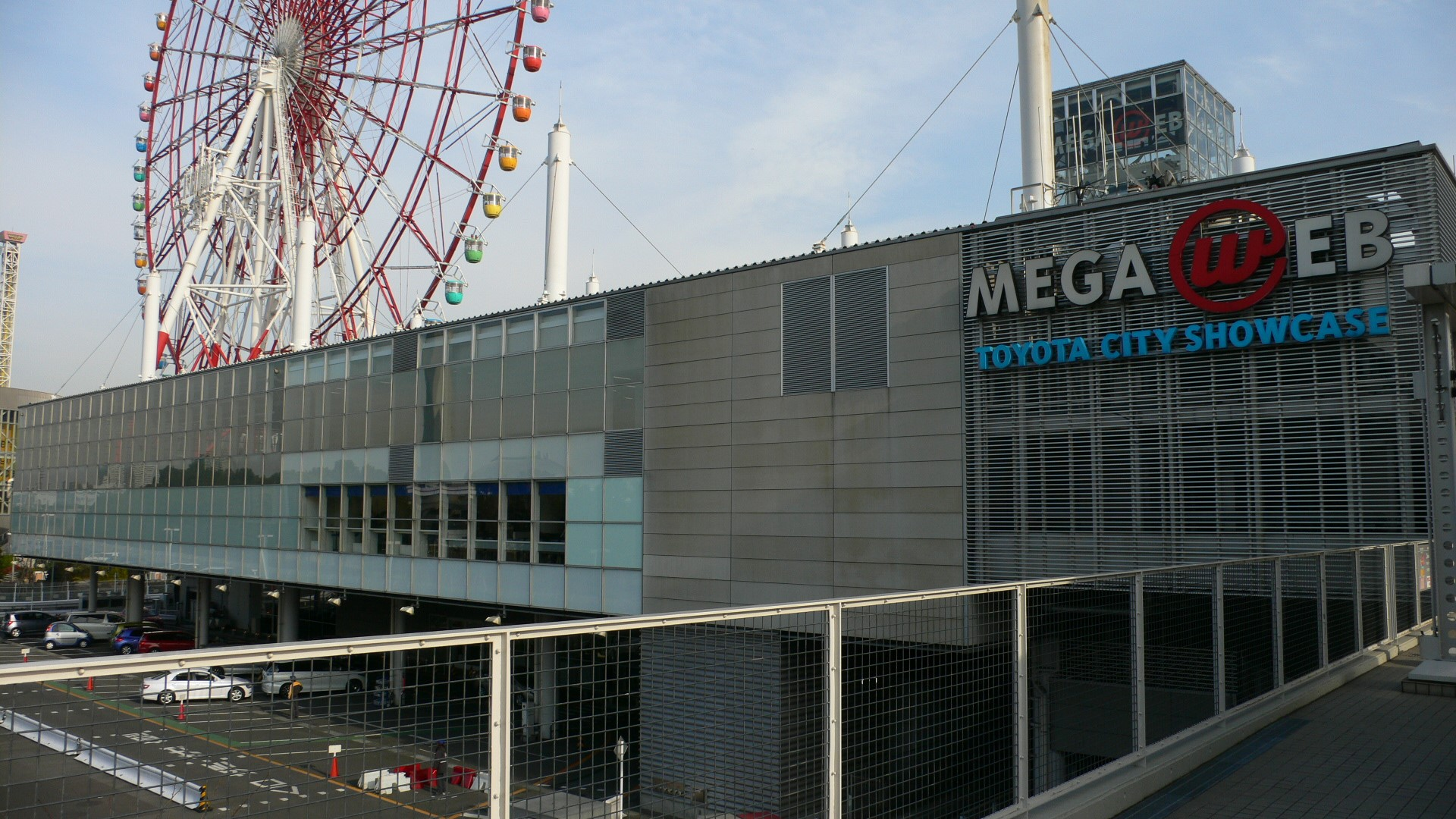
Bên ngoài Mega Web năm 2007

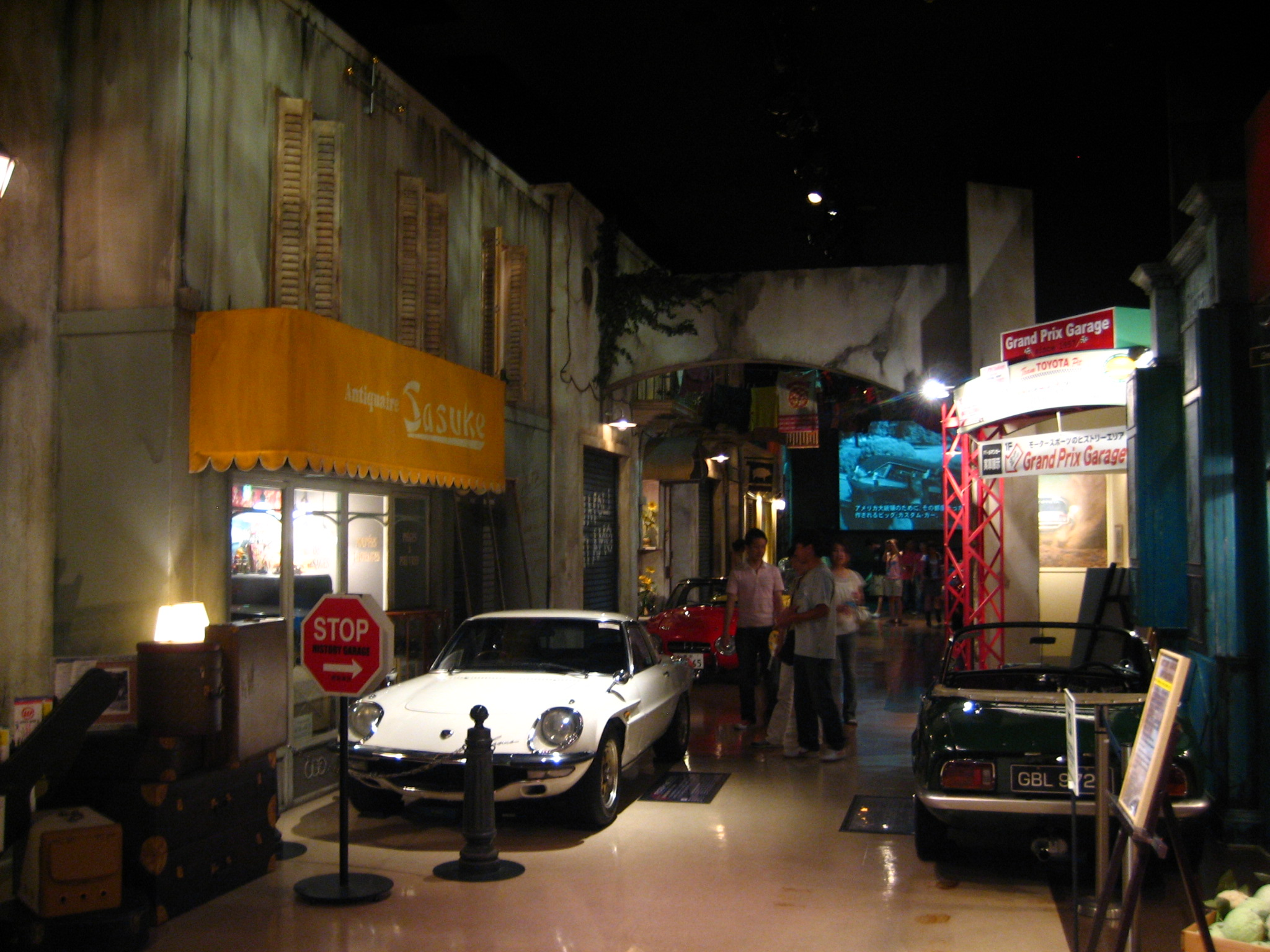
Bên trong khu History Garage

Mega Web hay Megaweb, là công viên chủ đề ô tô do Toyota điều hành tại Palette Town ở Odaiba, Tokyo, Nhật Bản. Mega Web bao gồm các khu như Toyota City Showcase chuyên trưng bày các loại xe ô tô và có khóa học lái thử dài 1,3 km. Ride Studio cung cấp dịch vụ lái xe ô tô mini và Waku-Doki thì mô phỏng việc lái xe trên đường đua. Ngoài ra còn có khu History Garage trưng bày bộ sưu tập các mẫu xe của thập niên 1950–1970. Mega Web và History Garage đã đóng cửa vĩnh viễn vào ngày 31 tháng 12 năm 2021, như một phần trong quá trình tái phát triển dự kiến của Palette Town.